# العلاقات البيروية الفيتنامية
العلاقات البيروفية الفيتنامية هي العلاقات الثنائية التي تجمع بين بيرو وفيتنام.

## مقارنة بين البلدين
هذه مقارنة عامة ومرجعية للدولتين:
| وجه المقارنة                                              | بيرو                                   | فيتنام           |
| --------------------------------------------------------- | -------------------------------------- | ---------------- |
| المساحة (كم2)                                             | 1.29 مليون                             | 331.69 ألف       |
| عدد السكان (نسمة)                                         | 32.16 مليون                            | 94.66 مليون      |
| الكثافة السكانية (ن./كم²)                                 | 24.93                                  | 285.39           |
| العاصمة                                                   | ليما                                   | هانوي            |
| اللغة الرسمية                                             | اللغة الإسبانية، اللغة الأيمرية، كتشوا | اللغة الفيتنامية |
| العملة                                                    | سول بيروفي جديد                        | دونغ فيتنامي     |
| الناتج المحلي الإجمالي (بليون دولار)                      | 211.39 مليار                           | 234.19 مليار     |
| الناتج المحلي الإجمالي (تعادل القوة الشرائية) بليون دولار | 393.13 مليار                           | 553.42 مليار     |
| الناتج المحلي الإجمالي الاسمي للفرد دولار أمريكي          | 6.03 ألف                               | 2.48 ألف         |
| الناتج المحلي الإجمالي للفرد دولار أمريكي                 | 11.99 ألف                              | 5.63 ألف         |
| مؤشر التنمية البشرية                                      | 0.740                                  | 0.666            |
| رمز المكالمات الدولي                                      | +51                                    | +84              |
| رمز الإنترنت                                              | .pe                                    | .vn              |
| المنطقة الزمنية                                           | توقيت بيرو، 00                         | ت ع م+07:00      |

## منظمات دولية مشتركة
يشترك البلدان في عضوية مجموعة من المنظمات الدولية، منها:
| علم المنظمة | اسم المنظمة                                      | تاريخ انضمام بيرو | تاريخ انضمام فيتنام |
| ----------- | ------------------------------------------------ | ----------------- | ------------------- |
|             | وكالة ضمان الاستثمار متعدد الأطراف               | 2 ديسمبر 1991     | 5 أكتوبر 1994       |
|             | منظمة الشرطة الجنائية الدولية                    | ?                 | ?                   |
|             | منتدى التعاون الاقتصادي لدول آسيا والمحيط الهادئ | 14 نوفمبر 1998    | 15 نوفمبر 1998      |
|             | منظمة حظر الأسلحة الكيميائية                     | ?                 | ?                   |
|             | منظمة التجارة العالمية                           | ?                 | 11 يناير 2007       |
|             | الفريق المعني برصد الأرض                         | ?                 | ?                   |
|             | الأمم المتحدة                                    | 31 أكتوبر 1945    | 20 سبتمبر 1977      |
|             | مؤسسة التمويل الدولية                            | 20 يوليو 1956     | 4 أغسطس 1967        |
|             | يونسكو                                           | 21 نوفمبر 1946    | 6 يوليو 1951        |
|             | مؤسسة التنمية الدولية                            | 30 أغسطس 1961     | 24 سبتمبر 1960      |
|             | البنك الدولي للإنشاء والتعمير                    | 31 ديسمبر 1945    | 21 سبتمبر 1956      |
|             | المنظمة الهيدروغرافية الدولية                    | ?                 | ?                   |
|             | الاتحاد البريدي العالمي                          | ?                 | ?                   |
|             | الاتحاد الدولي للاتصالات                         | 12 يوليو 1915     | 24 سبتمبر 1951      |

## وصلات خارجية
- موقع وزارة الخارجية البيروفية
- موقع وزارة الخارجية الفيتنامية